# Trillium (Comic)
Trillium (dt. Waldlilie) ist eine achtteilige amerikanische Comicreihe des kanadischen Autors und Zeichners Jeff Lemire, welche von August 2013 bis April 2014 von Vertigo veröffentlicht wurde. Die Geschichte handelt von der Wissenschaftlerin Nika Temsmith, aus dem Jahr 3797 und dem englischen Entdecker William Pike, der 1921 eine Expedition durch den peruanischen Regenwald durchführt. Während Temsmith versucht die Menschheit zu retten, ist Pike auf der Suche nach einem verschollenen Tempel der Inkas, der magische Kräfte besitzen soll.

## Figuren
Nika TemsmithDie Wissenschaftlerin lebt in einer Raumstation auf einem fremden Planeten und erforscht dort die ansässigen Aliens. Durch ihre Expertise im Bereich der Linguistik versucht Temsith Kontakt herzustellen. Sie hat weiße Haare, ist belastbar und sehr stark. Manchmal sieht sie ihre tote Mutter in Träumen. Lemire beschreibt Nika Temsmith als Heldin der Geschichte.
William PikeDer Veteran des Ersten Weltkriegs hat im Krieg Schlimmes erlebt und ist seit dem nicht mehr derselbe. Als er von einem mysteriösen Inkatempel erfährt, macht er sich auf den Weg diesen zu finden. Der blonde Brite ist sehr labil und bringt dadurch sich und seine Expeditionsmitglieder in Gefahr.

## Handlung
Kapitel 1.1 – The ScientistIm Jahr 3797 ist die Menschheit durch ein Virus („The Caul“) fast ausgelöscht. Insgesamt leben nur noch 4000 Menschen, verteilt auf verschiedene Kolonien innerhalb der Galaxis. Dr. Nika Temsmith lebt und arbeitet auf dem Planeten Atabithi. Sie erforscht eine Alienrasse, welche sich von einer Trillium-Art ernährt, die als mögliche Rettung für die Menschheit betrachtet wird. Sie wächst jedoch nur innerhalb des ummauerten Aliengebietes. Eines Tages findet Temsmith eine Öffnung in der Mauer und sie betritt das Gebiet. Im Inneren liegt ein großer inkaähnlicher Tempel, um ihn herum wachsen unzählige Trillium-Pflanzen. Eine Gruppe von Atabithians empfängt sie. Vor dem Tempel sitzt eine Art Priesterin die ihr ein Trilliumblatt reicht. Sie isst es und fühlt sich sofort merkwürdig und benommen. Temsmith wird daraufhin zum Tempel geführt und die Priesterin stößt sich selbst einen Dolch in die Brust. Im Tempel angekommen wird sie allein gelassen und eingesperrt. Im Inneren liegen alte Rüstungen, wie zu Zeiten der Spanischen Inquisition. Sie geht durch einen Ausgang und findet sich vor einem Tempel im Regenwald wieder. Vor ihr steht ein blonder Mann mit einer blutigen Machete.
Kapitel 1.2 – The SoldierWilliam Pike ist im peruanischen Regenwald auf der Suche nach einem verschollenen Inkatempel. Währenddessen hat er immer wieder schreckliche Erinnerungen an den Ersten Weltkrieg. Der lokale Führer warnt die Gruppe vor dem gefährlichen Gebiet, doch Pike will weitersuchen. Der Tempel soll die Heimat der Göttin Mama Kuka sein, die Göttin der Gesundheit und der Freude und magische Fähigkeiten besitzen. Nach einiger Zeit trifft die Gruppe auf ein anscheinend verlassenes Dorf, in dem drei Personen aufgeschlitzt und an Pfähle gebunden worden sind. Kurz darauf wird die Gruppe von Eingeborenen überfallen und getötet. William Pike gelingt es zu fliehen. Dabei kommt er zu einem alten Tempel und trifft auf einen futuristisch aussehende Frau.

## Hintergrund
Im Jahr 2010 hatte Jeff Lemire die Idee für eine Adam-Strange-Comicminiserie. Dabei sollten Adam und Alanna Strange zwischen der Erde und dem Planeten Rann unkontrolliert hin und her reisen. Als aus diesem Projekt nichts wurde, griff Lemire die Grundidee dieser Geschichte auf und entwickelte daraus Trillium. Jeff Lemire arbeitete von Januar bis April 2013 an der ersten Ausgabe der Reihe, auf Grund Recherche für die Zeit um 1920 und die Konzeption der Welt der Zukunft. Die Figur von Nika Temsmith erschuf Lemire, um sich selbst zu fordern, da er bislang nur männliche Hauptfiguren in seinen Geschichten hatte. Die Zukunftshandlung wurde von Jeff Lemire selber mit Aquarellfarben koloriert, während José Villarrubia die Handlung 1921 digital färbte. In zukünftigen Ausgaben sollen sich beide Stile überschneiden, um den Zusammenhang beider „Welten“ zu verdeutlichen.
Die erste Ausgabe wurde als Wendebuch (flipbook) konzipiert. Nika Temsmiths und William Pikes Handlungsstränge laufen von beiden Seiten des Heftes zusammen und treffen sich in der Mitte. Dabei besitzt jede Seite genau dieselbe Anzahl an Feldern, wie ihr Gegenpart am anderen Ende des Heftes.

## Kritiken
Die erste Ausgabe, die im August 2013 veröffentlicht wurde, erhielt durchweg positive Kritiken. Sean Edgar vom Paste-Magazin lobte Jeff Lemire für das Heft und bezeichnete es als bestes Werk, welches er seit Sweet Tooth verfasst hat: „das ist ein Stück eines Künstlers, hervorgeholt von einem dunklen Ort, das noch niemand gesehen hat. Und da Lemire dies teilt, können wir nur danke sagen.“ Zac Thompson von der Website Bloody Disgusting nannte das Heft einen Pflichtkauf. Trillium ändere die Art wie wir Comics lesen, Geschichten erzählen und Figuren erleben.